# Addotto
In chimica, un addotto è una specie chimica ottenuta a partire da due o più specie chimiche in seguito all'instaurazione di nuovi legami chimici ma mantenendo inalterati al tempo stesso il numero degli atomi, cioè senza che si abbia la formazione di altre specie chimiche oltre all'addotto.
Le specie chimiche da cui ha origine un addotto possono combinarsi in differenti rapporti stechiometrici, ad esempio in rapporto 1:1 (cioè 1 molecola della prima specie si combina con una molecola della seconda specie), in rapporto 1:2 (cioè 1 molecola della prima specie si combina con due molecole della seconda specie) e così via.

## Esempi
Casi particolari di addotti sono i prodotti ottenuti da una reazione di addizione: a questa tipologia di addotti appartengono gli addotti di Lewis, l'addotto di Meisenheimer e l'addotto π.

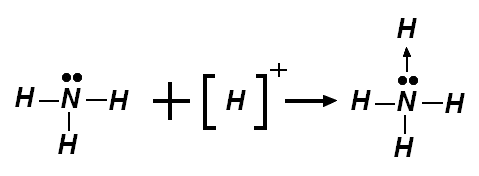
Esempio di reazione con formazione di un addotto (ammonio).

Gli addotti possono formarsi anche tra due parti della stessa entità molecolare: in tal caso si parla di "addotto intramolecolare".